# Franz Wilhelm von Iselstein
Franz Wilhelm von Iselstein auch Isselstein († 1777) war ein preußischer Oberstleutnant und Chef des Königsberger Land-Regiments.

## Leben
Franz Wilhelm entstammte einem westfälischen Adelsgeschlecht, das unter anderem im Besitz von Schloss Linnep war. Er zählte wohl zu den Nachfahren von Christoffel I. von Isselstein und gehörte damit dem Geschlecht Egmond van IJsselstein an.
Er übernahm am 8. Oktober 1775, im Rang eines Oberstleutnants, das Königsberger Land-Regiment (Nr. 2).